# Alebroides obtusus
Alebroides obtusus är en insektsart som beskrevs av Irena Dworakowska 1997. Alebroides obtusus ingår i släktet Alebroides och familjen dvärgstritar. Inga underarter finns listade i Catalogue of Life.